# (1007) Pawlowia
(1007) Pawlowia es un asteroide perteneciente al cinturón de asteroides descubierto el 5 de octubre de 1923 por Vladímir Aleksándrovich Albitski desde el observatorio de Simeiz en Crimea.
Está nombrado en honor de Iván Pétrovich Pávlov (1849-1936), premio Nobel en 1904.